# أنخيل أرويو
أنخيل أرويو (بالإسبانية: Ángel Arroyo)‏ ولد بتاريخ 2 أغسطس 1956 في إل باراكو، هو دراج إسباني سابق في صنف سباق الدراجات على الطريق.

## سجل النتائج

### سباقات أو مراحل فاز بها
- طواف فرنسا
- طواف إسبانيا

## وصلات خارجية
- الموقع الرسمي

## روابط خارجية
- أنخيل أرويو على موقع أرشيف الدراجات (الإنجليزية)
- أنخيل أرويو على موقع إحصائيات الدراجات الإحترافية (الإنجليزية)
- أنخيل أرويو على موقع CycleBase (الإنجليزية)